# POFK Bòtev Vratsa
El POFK Bòtev Vratsa (en búlgar Ботев) és un club de futbol búlgar de la ciutat de Vratsa.

## Història
El 1921 nasqué com a Botev Vratsa Football Club. Durant el transcurs dels anys ha rebut les denominacions següents:
- 1921 Botev
- 1930 Orel-Chegan
- 1938 Botev
- 1949 DFS (Druzhestvo za Fizkultura i Sport) Botev (refundació per la fusió de DSO Spartak, DSO Cherveno zname, DSO Stroitel)
- 1986 DFS Vratsa
- 1989 FK Botev
- 2000 PFK Botev

El 1964 ascendí a la primera divisió búlgara, on jugà 26 temporades. Al club han destacat homes com Martin Petrov, Ilya Valov, Valentin Iliev, Valentin Stanchev, Nikolay Penkov i Georgi Kamenov.

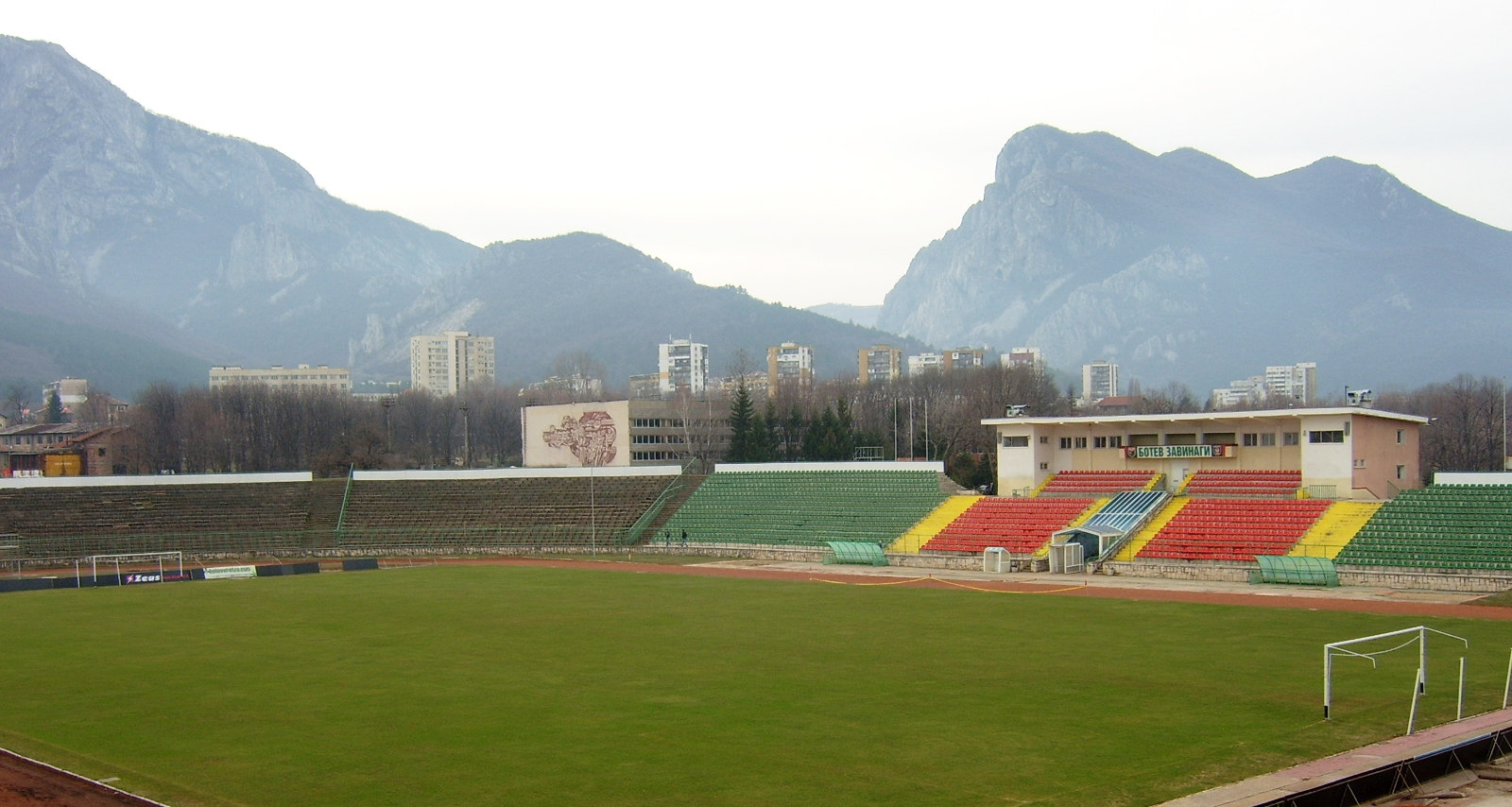
Estadi Hristo Botev